# Вулиця Ботанічна (Львів)
Ву́лиця Ботані́чна — вулиця в Залізничному районі Львова на Левандівці. Розташована між вулицями Машиністів і Озерною, паралельно до них; з'єднує вулиці Алмазну та Слюсарську. Нумерація будинків ведеться від Слюсарської. Вулиця асфальтована, місцями ґрунтова, хідників немає.
Вулиця прокладена 1957 року, з того часу назва не змінювалася. Забудова: радянський одно- і двоповерховий конструктивізм 1950-х років поліпшеного планування, двоповерхова житлова барачна забудова кінця 1950-х років.

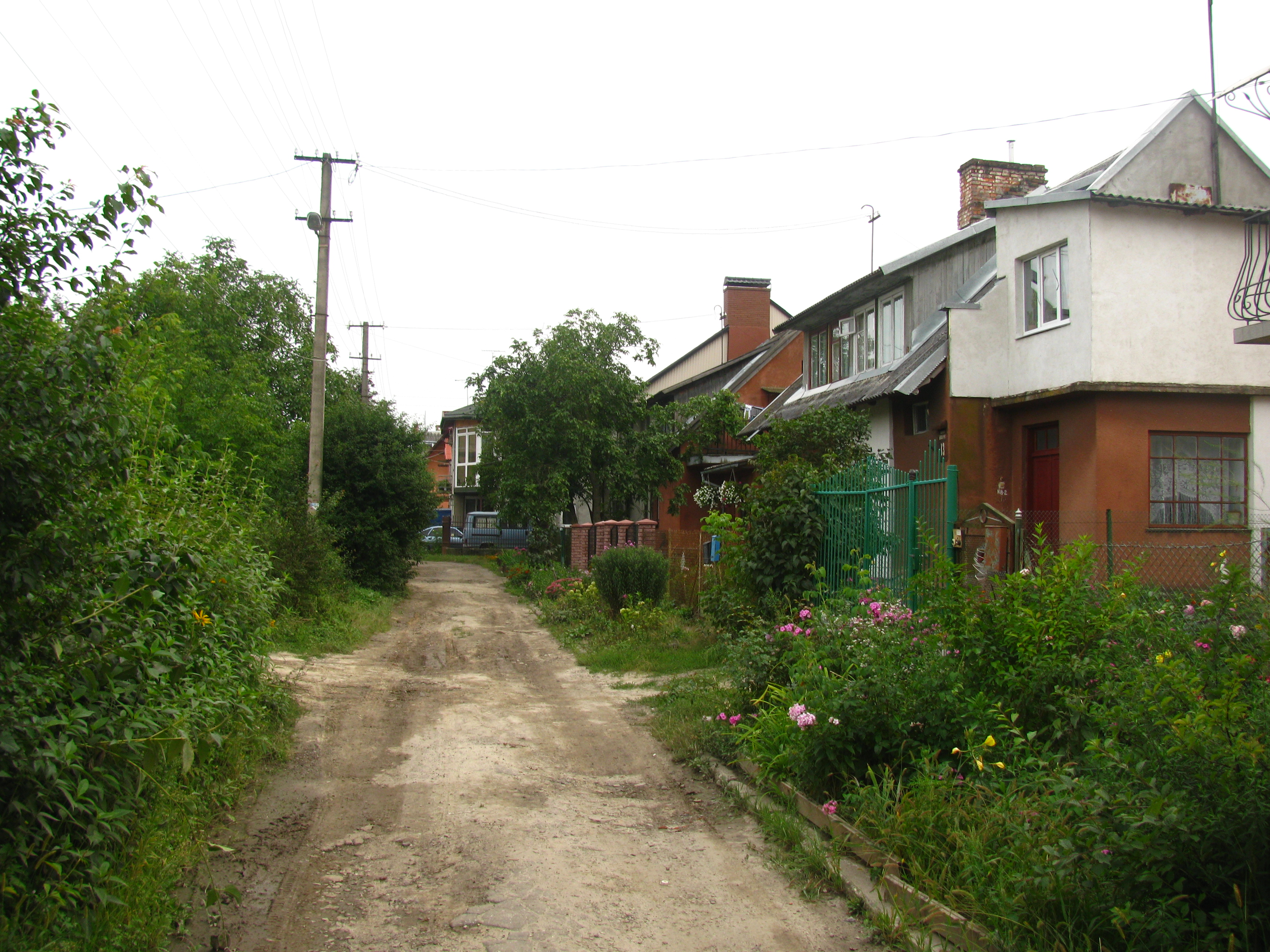
Середина вулиці
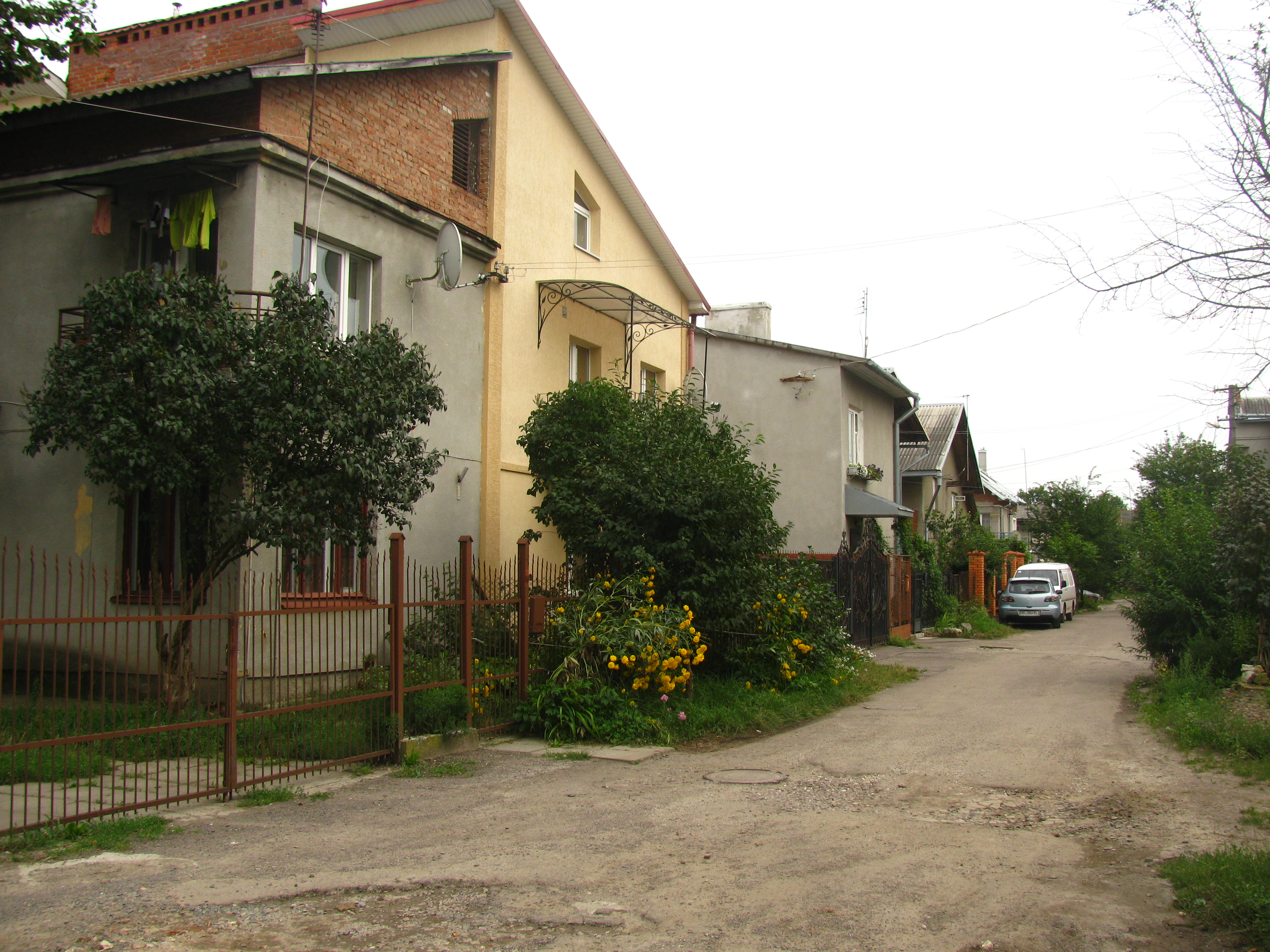
Середина вулиці
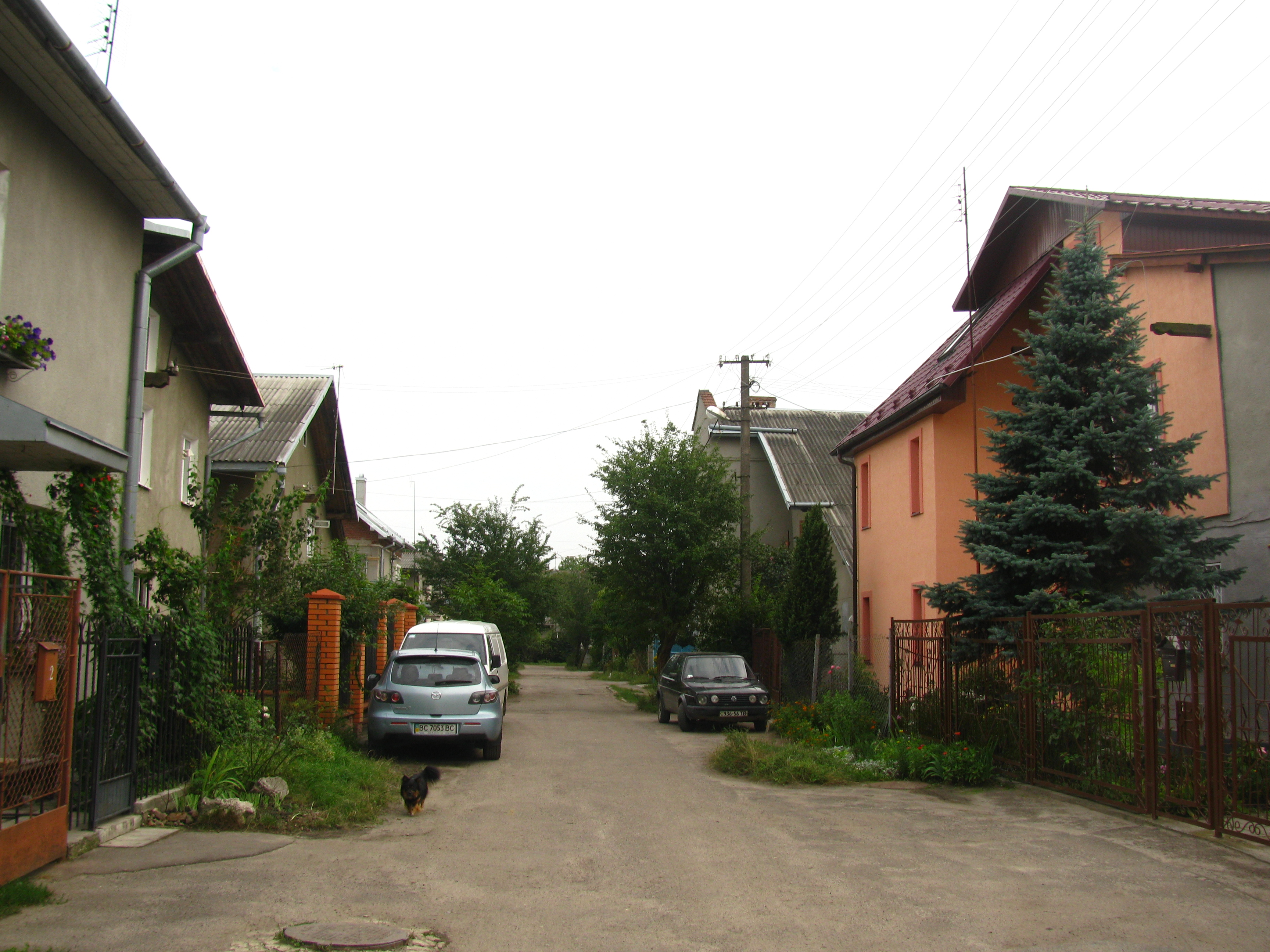
Кінець вулиці